# Spaniopsis longicornis
Spaniopsis longicornis är en tvåvingeart som beskrevs av Ferguson 1915. Spaniopsis longicornis ingår i släktet Spaniopsis och familjen snäppflugor. Inga underarter finns listade i Catalogue of Life.